# 原油期貨
原油期貨，簡稱期油，是指原油的期貨，主要分為紐約期油及布蘭特期油兩種。
紐約期油由西得克萨斯中间基原油为基准，並於紐約商品期貨交易所進行交易。布蘭特期油則是英國北海一帶的布蘭特所生產的布蘭特原油。一般來說，由於德州原油的油質較好，以及提煉成本較高，因此在期貨價格上，紐約期油比布蘭特期油高1至2美元，亦被視為油價的重要指標。
自2010年下半年，布蘭特期油抽升，反而紐約期油持續低迷，走勢相互背馳，至2011年1月尾埃及政局不穩時，兩者差距已為10美元。市場質疑紐約期油是否仍能反映石油市場狀況。
2018年3月26日，上海期货交易所上线以人民币为基准计价交易的中国原油期货。中国原油期货的交易品种为胜利原油生产的中质含硫原油。
2020年4月21日，受2020年石油价格战影响，美国5月WTI原油期货收盘暴跌306%，首次降为负值。雖然OPEC+共23個產油國4月已達成減產協議，但「負油價」的出現意味著龐大減產規模仍不足以抵銷需求急遽下降的缺口。贸易商“漂”在海上的原油已超过1.6亿桶，严重的产能过剩使得当月交割的原油成了“烫手山芋”。